# Антиалкогольна кампанія М. Горбачова
Антиалкогольна кампанія в СРСР 1985-1987 — комплекс урядових заходів щодо зниження споживання алкоголю серед населення під загальним гаслом «Пияцтву — бій!». У Радянському союзі спроби боротьби з пияцтвом робилися не один раз. В даний час найбільшою популярністю користується антиалкогольна кампанія в період 1985—1987 рр. Перед початком і на самому початку Перебудови. Проте боротьба з пияцтвом велася і при попередниках Горбачова (проте споживання алкоголю в СРСР неухильно зростало).

## Боротьба з алкоголізмом

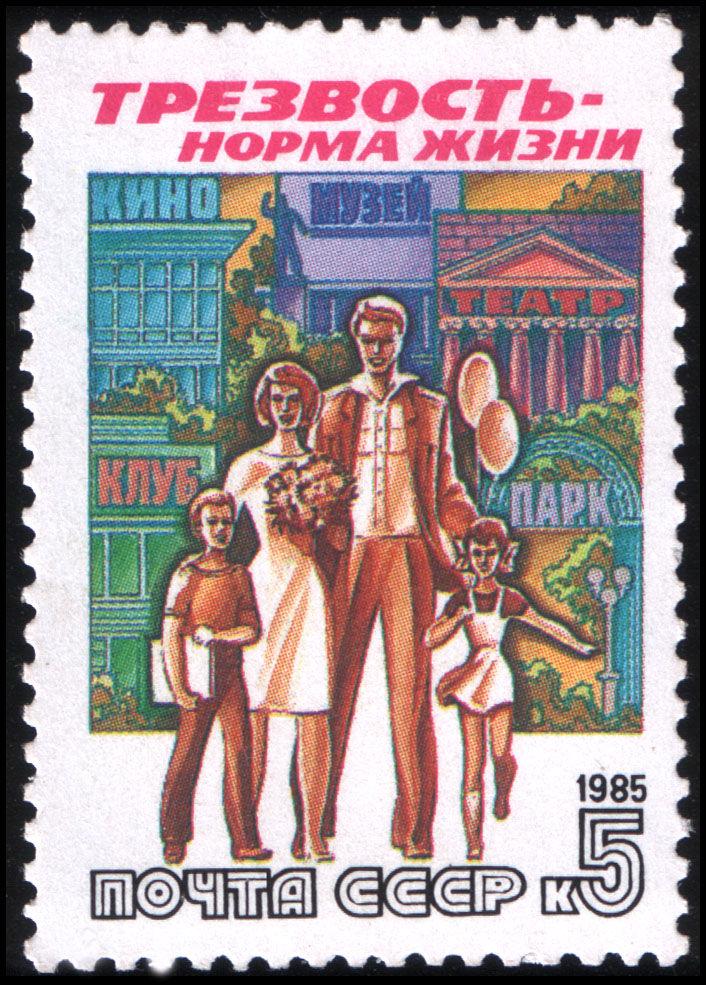
Поштова марка СРСР «Тверезість — норма життя», 1985, 5 копійок

У 1985 році було прийнято постанову ЦК КПРС і радянського уряду «Про посилення боротьби з пияцтвом і про наведення порядку в торгівлі міцними спиртними напоями». Заборонялася продаж горілки у всіх підприємствах торгівлі громадського харчування (крім ресторанів), розташованих на вокзалах, в аеропортах, на привокзальних і пристанційних площах. Не допускався продаж горілки в безпосередній близькості від промислових підприємств, навчальних закладів, дитячих установ, лікарень, санаторіїв, в місцях масових прогулянок і відпочинку. 16 травня 1972 було опубліковано постанову № 361 «Про заходи по посиленню боротьби проти пияцтва і алкоголізму». Передбачалося скоротити виробництво міцних напоїв, але натомість розширити виробництво виноградного вина, пива та безалкогольних напоїв. Також були підвищені ціни на спиртне; припинено виробництво горілки міцністю 50 і 56°; час торгівлі алкогольними напоями міцністю 30° і вище було обмежено проміжком з 11 до 19 годин; були створені лікувально — трудові профілакторії, куди людей відправляли примусово; з фільмів вирізали сцени з вживанням спиртних напоїв.
7 травня 1985 року були прийняті Постанова ЦК КПРС «Про заходи щодо подолання пияцтва і алкоголізму» і Постанова Ради Міністрів СРСР № 410 «Про заходи щодо подолання пияцтва і алкоголізму, викорінення самогоноваріння». Згідно з даними документами, всім партійним, адміністративним і правоохоронним органам наказувалося рішуче і повсюдно посилити боротьбу з пияцтвом і алкоголізмом, причому передбачалося значне скорочення виробництва алкогольних напоїв, кількості місць і часу їх продажу.
16 травня 1985 року вийшов Указ Президії Верховної Ради СРСР «Про посилення боротьби з пияцтвом і алкоголізмом, викоренення самогоноваріння», який підкріплював цю боротьбу адміністративними і кримінальними покараннями. Відповідні укази були прийняті одночасно у всіх союзних республіках. На виконання цього завдання втягувалися також в обов'язковому порядку профспілки, вся система освіти та охорони здоров'я, всі громадські організації і навіть творчі спілки (письменників, композиторів тощо). Виконання було безпрецедентним за масштабом. Держава вперше пішла на зниження доходів від алкоголю, які були значною статтею державного бюджету, і стала різко скорочувати його виробництво. У той час було вирубано безліч виноградників.
Ініціаторами кампанії були члени Політбюро ЦК КПРС М. С. Соломенцев і Є. К. Лігачов, які слідом за Юрієм Андроповим вважали, що однією з причин стагнації радянської економіки є загальний занепад морально-етичних цінностей «будівників комунізму» і халатне ставлення до праці, в яких був «винен» масовий алкоголізм.
Після початку боротьби з пияцтвом у країні було закрито велику кількість магазинів, що торгували лікеро-горілчаної продукцією. Нерідко на цьому комплекс протиалкогольних заходів у багатьох регіонах закінчувався. Так, 1-й секретар Московського міського комітету КПРС Віктор Гришин закрив багато алкогольних магазинів та відрапортував ЦК про те, що робота з протверезіння в Москві завершена.
Магазини, в яких продавалося спиртне, могли працювати лише з 14.00 до 19.00. Тому побутували такі приказки:
«В шесть утра поёт петух, в восемь — Пугачёва, магазин закрыт до двух, ключ — у Горбачёва».
«На недельку, до второго», закопаем Горбачёва. Откопаем Брежнева — будем пить по-прежнему".
Кампанія супроводжувалася інтенсивною пропагандою тверезості. Всюди стали поширюватися статті академіка АМН СРСР Ф. Г. Углова про шкоду і неприпустимість споживання алкоголю ні за яких обставин і про те, що пияцтво не властиво російському народу. З кінофільмів вирізалися алкогольні сцени, а на екран знову (після 20-річної перерви) пустили кінофільм «Лимонадний Джо» (через що М.Горбачов теж отримав таке прізвисько — поруч із прізвиськом «мінеральний секретар»).
Були прийняті жорсткі заходи проти розпивання спиртного у парках і скверах, а також у поїздах далекого прямування. Затримані у п'яному вигляді мали серйозні неприємності на роботі. Були заборонені бенкети, пов'язані із захистом дисертацій, почалася пропаганда безалкогольних весіль. Жорсткі вимоги відмови від алкоголю стали пред'являти до членів КПРС.

## Результати кампанії
Офіційно зареєстровані середньодушові продажу спиртного в країні за роки антиалкогольної кампанії знизилися більш ніж в 2,5 рази. У 1985-1987 роках зменшення державного продажу алкоголю супроводжувалося зростанням тривалості життя та народжуваності, скороченням смертності. За час дії антиалкогольного постанови в СРСР народжувалося в рік по 5,5 мільйонів немовлят (на 500 тисяч на рік більше, ніж щороку за попередні 20-30 років), причому ослаблених народилося на 8 % менше. Очікувана тривалість життя чоловіків збільшилася на 2,6 року, знизився загальний рівень злочинності. Скорочення смертності порівняно з прогнозованою лінією регресії без урахування кампанії становить 919,9 тисячі у чоловіків (1985—1992) і 463,6 тисячі у жінок (1986—1992) — загалом 1383,4 тисячі осіб або 181 ± 16,5 тисяч на рік.
При цьому реальне зниження споживання алкоголю було менш значним, в основному за рахунок розвитку самогоноваріння, а також нелегального виробництва алкоголю на державних підприємствах. Посилення самогоноваріння призвело до дефіциту в роздрібному продажі сировини для виготовлення самогону — цукру, а слідом — дешевих цукерок, томатної пасти, гороху, круп тощо, що призвело до зростання соціального невдоволення. Наявний і до того тіньовий ринок кустарного алкоголю отримав у ці роки значний розвиток — горілка поповнила перелік товарів, які потрібно було «діставати». Немислимих розмірів досягла спекуляція алкоголем (спекулянти отримували 100—200 % прибутку щодня). Попри зниження загального числа отруєнь алкоголем, зросла кількість отруєнь спиртовмісними сурогатами та неалкогольними дурманними речовинами, а також кількість токсикоманів. Проте зростання споживання «нелегального» алкоголю не компенсувало падіння споживання алкоголю «легального», внаслідок чого реальне скорочення сумарного споживання алкоголю таки спостерігалося, що пояснює позитивні наслідки проведення антиалкогольної кампанії.
Але спрямована на «моральне оздоровлення» радянського суспільства антиалкогольна кампанія врешті решт досягла протилежних результатів. У масовій свідомості вона була сприйнята як абсурдна ініціатива влади, спрямована проти «простого народу». Для осіб, широко залучених до тіньової економіки, і партійно-господарської еліти алкоголь і далі залишався доступним, а проблеми з цим виникли у рядових споживачів.
Зменшення продажу алкоголю завдало серйозної шкоди радянській бюджетній системі, бо щорічний роздрібний товарообіг пересічно скоротився на 16 млрд крб. Втрати для бюджету виявилися несподівано великими: замість колишніх 60 мільярдів крб доходу харчова промисловість дала 38 мільярдів у 1986 і 35 мільярдів у 1987. До 1985 спиртне давало бл. 25 % надходжень до бюджету від роздрібної торгівлі, за рахунок високих цін на нього вдавалося дотувати ціни на хліб, молоко, цукор і інші продукти. Збитки від скорочення продажу спиртного компенсовані не були, до кінця 1986 року бюджет фактично занепав.
Масове невдоволення кампанією і економічна криза, що почалася в СРСР 1987 року, змусили радянське керівництво згорнути боротьбу з виробництвом і споживанням алкоголю.
Проте за два роки були знищені унікальні колекційні сорти винограду. Виноградники вирубували в Росії, Україні, Молдавії.
У Молдові було знищено 80 тис. гектарів виноградників із 210 тисяч га.
За 1985—1990 роки площі виноградників у РРФСР скоротилися з 200 до 168 тис. га, відновлення викорчованих виноградників скоротилася вдвічі, а закладка нових не проводилася взагалі. Середньорічний збір винограду впав у порівнянні з періодом 1981—1985 з 850 тис. до 430 тис. тонн.
Екс-секретар ЦК Компартії України Я.Погребняк, який контролював виконання постанови ЦК КПРС «Про посилення боротьби з пияцтвом і алкоголізмом» по лінії ЦК Компартії України, згадує:
Біда в тому, що за час боротьби за тверезість Україна втратила приблизно п'яту частину свого бюджету, в республіці викорчували 60 тисяч гектарів виноградників, знаменитий винзавод «Масандра» від розгрому врятувало лише втручання Володимира Щербицького і першого секретаря Кримського обкому партії Макаренко. Активними провідниками антиалкогольної кампанії були секретарі ЦК КПРС Єгор Лігачов та Михайло Соломенцев, які і наполягали на знищенні виноградників. Під час відпустки в Криму Єгора Кузьмича повезли в «Масандру». Там за всі 150 років існування знаменитого заводу зберігаються зразки випущених вин — винотека. Подібні сховища мають всі відомі винзаводи світу. Але Лігачов сказав: "Цю винотеку треба знищити, а "Масандру"закрити!" Володимир Щербицький не витримав і подзвонив прямо Горбачову, мовляв, це вже перегин, а не боротьба з пияцтвом. Михайло Сергійович сказав: «Ну добре, збережіть».
За деякими даними, було знищено 30 % виноградників, у порівнянні з 22 % під час Другої світової війни. Згідно з матеріалами XXVIII з'їзду Компартії України, на відновлення втрат від знищення 265 тис. га виноградників необхідно було 2 млрд крб і 5 років.
Михайло Горбачов стверджує, що не наполягав на знищенні виноградників: «Те, що лозу повирубали, це були кроки проти мене».
Найбільша втрата полягала в тому, що були знищені унікальні колекційні сорти винограду (наприклад, унікальний сорт «Єкім-Кара», з якого виготовляли вино «Чорний доктор»), занепадала селекційна робота. У результаті цькування і ряду безуспішних спроб переконати Михайла Горбачова скасувати знищення виноградників наклав на себе руки провідний учений-селекціонер, директор Всесоюзного науково-дослідного інституту виноробства та виноградарства «Магарач» доктор біологічних наук, професор Павло Голодрига. Різко ускладнилися відносини СРСР з Угорщиною, Румунією, Болгарією, більша частина вина в яких вироблялася для експорту в СРСР. «Зовнішторг» відмовився закуповувати вино в цих країнах, запропонувавши компенсувати упущену вигоду іншими товарами.
Масове невдоволення кампанією і економічна криза, що почалася в 1987 році в СРСР, змусили радянське керівництво згорнути боротьбу з виробництвом і споживанням алкоголю. З нагоди 20-річчя антиалкогольної кампанії у 2005 році Горбачов в одному з інтерв'ю зауважив: «Через допущені помилки гарна велика справа закінчилася безславно».